# Арифметика підлості
«Арифметика підлості» — російськомовна українська стрічка режисера Олексія Лісовця, що вийшла на екрани у 2011 році.

## Синопсис
Нещодавно переведена на денний курс інституту Варя стала найкращою подругою Марини. Всіма своїми потаємними переживаннями та секретами Марина ділилася з подругою, зовсім не підозрюючи, що у тої є таємна мета, для досягнення якої Варя увійшла в довіру Марини. Варя навіть не збиралася мучитися докорами сумління, бо вважала, що у неї є всі підстави виправдати свої підлі плани.

## У ролях
| Актор               | Роль                             |
| ------------------- | -------------------------------- |
| Карина Андоленко    | Марина Казанцева, студентка      |
| Агнія Кузнєцова     | Варя Булатнікова                 |
| Олексій Комашко     | Костя, вчитель фізкультури       |
| Олена Шевченко      | Катерина Казанцева, мата Марини  |
| Анатолій Ященко     | Борис Казанцев, тато Марини      |
| Дмитро Лабуш        | Валя Кісєльов                    |
| Ірина Мак           | Людмила Булатникова, мата Варі   |
| Олег Примогенов     | Михайло Михайлович, тренер Кості |
| Неоніла Білецька    | викладачка                       |
| Юлія Волчкова       | секретарка                       |
| Станіслав Голопатюк | Айкудінов                        |
| Ірина Бондаренко    | епізодична роль                  |
| Дарія Єгоркіна      | епізодична роль (немає у титрах) |
| Катерина Варченко   | епізодична роль                  |
| Софія Стеценко      | епізодична роль                  |
| Катерина Варченко   | епізодична роль                  |
| Михайло Пшеничний   | староста групи (немає у титрах)  |
| Акмал Гурезов       | епізодична роль (немає у титрах) |

## Знімальна група
- Режисер-постановник: Олексій Лісовець
- Сценарист: Аліна Семерякова
- Продюсери: Галина Балан-Тимкина, Влад Ряшин
- Композитор:Данило Юделевич
- Оператор-постановник: Вадим Савицький
- Художник-постановник: Жанна Харькова